# 대구 서봉사 목조지장보살삼존상 및 시왕상 일괄
대구 서봉사 목조지장보살삼존상 및 시왕상 일괄(大邱 瑞鳳寺 木造地藏菩薩三尊像 및 十王像 一括)은 대구광역시 남구 이천동, 서봉사 명부전에 봉안되어 있는 불상이다. 2016년 3월 10일 대구광역시의 유형문화재 제76호로 지정되었다.

## 개요
지장보살상의 대좌에서 발견된 조성기록을 통해, 조각승 승일(勝一)을 비롯한 9명의 조각승들이 1665년 3월에 시작하여 5월에 완성한 것으로 확인되었다.
이 불상들은 원 봉안처 경상북도 상주 용흥사(龍興寺)로부터 이안된 불상들로, 전체 29구가 완비되어 있다. 현재까지 확인된 수조각승 승일의 작품은 17세기 중반부터 후반까지 모두 12건의 불상으로, 그 중에는 7건이 보물, 유형문화재로 지정되어 보존되고 있다.
서봉사의 지장보살삼존상 및 시왕상은 문자기록을 잘 구비하고 있고, 작품의 완성도도 뛰어나며, 17세기 후반 경상북도 지역을 무대로 활동한 대표적인 조각승의 작품으로 학술연구에도 매우 중요하다.

## 지정 내역
| 지정번호 | 명칭                                                                                          | 재료        | 구조형식 형태   | 규격                                                                | 수량 | 기타특징                     |
| -------- | --------------------------------------------------------------------------------------------- | ----------- | --------------- | ------------------------------------------------------------------- | ---- | ---------------------------- |
| 76       | 대구 서봉사 목조지장보살 삼존상 및 시왕상 일괄 大邱 瑞鳳寺 木造地藏菩薩 三尊像 및 十王像 一括 |             |                 |                                                                     | 29구 | 조각승 : 勝一, 性照, 淨倫 등 |
| -1       | 지장보살좌상 地藏菩薩坐像                                                                     | 목조 (木造) | 좌상 (坐像)     | 높이 92.6cm 무릎폭 66.4cm                                           | 1구  | 제작연대 : 1665년            |
| -2       | 무독귀왕입상 無毒鬼王立像                                                                     | 목조 (木造) | 입상 (立像)     | 높이128.3cm 어깨폭 32.1cm                                           | 1구  | 제작연대 : 1665년            |
| -3       | 도명존자입상 道明尊者立像                                                                     | 목조 (木造) | 입상 (立像)     | 높이119.0cm 무릎폭 30.4cm                                           | 1구  | 제작연대 : 1665년            |
| -4       | 제1진광대왕의좌상 第一秦廣大王椅坐像                                                          | 목조 (木造) | 의좌상 (椅坐像) | 높이121.0cm 최대폭 44.7cm                                           | 1구  | 제작연대 : 1665년            |
| -5       | 제2초강대왕의좌상 第二初江大王椅坐像                                                          | 목조 (木造) | 의좌상 (椅坐像) | 높이118.9cm 최대폭 45.9cm                                           | 1구  | 제작연대 : 1665년            |
| -6       | 제3송제대왕의좌상 第三宋帝大王椅坐像                                                          | 목조 (木造) | 의좌상 (椅坐像) | 높이126.0cm 최대폭 44.7cm                                           | 1구  | 제작연대 : 1665년            |
| -7       | 제4오관대왕의좌상 第四五官大王椅坐像                                                          | 목조 (木造) | 의좌상 (椅坐像) | 높이119.5cm 최대폭 47.1cm                                           | 1구  | 제작연대 : 1665년            |
| -8       | 제5염라대왕의좌상 第五閻羅大王椅坐像                                                          | 목조 (木造) | 의좌상 (椅坐像) | 높이127.3cm 최대폭 43.5cm                                           | 1구  | 제작연대 : 1665년            |
| -9       | 제6변성대왕의좌상 第六變成大王椅坐像                                                          | 목조 (木造) | 의좌상 (椅坐像) | 높이121.0cm 최대폭 41.7cm                                           | 1구  | 제작연대 : 1665년            |
| -10      | 제7태산대왕의좌상 第七泰山大王椅坐像                                                          | 목조 (木造) | 의좌상 (椅坐像) | 높이120.0cm 최대폭 50.0cm                                           | 1구  | 제작연대 : 1665년            |
| -11      | 제8평등대왕의좌상 第八平等大王椅坐像                                                          | 목조 (木造) | 의좌상 (椅坐像) | 높이114.2cm 최대폭 44.1cm                                           | 1구  | 제작연대 : 1665년            |
| -12      | 제9도시대왕의좌상 第九都市大王椅坐像                                                          | 목조 (木造) | 의좌상 (椅坐像) | 높이115.2cm 최대폭 43.5cm                                           | 1구  | 제작연대 : 1665년            |
| -13      | 제10오도전륜대왕의좌상 第十五道轉輪大王椅坐像                                                 | 목조 (木造) | 의좌상 (椅坐像) | 높이110.5cm 최대폭 38.3cm                                           | 1구  | 제작연대 : 1665년            |
| -14      | 귀왕상 鬼王像                                                                                 | 목조 (木造) | 입상 (立像)     | (우)높이121.8cm (우)어깨폭 31.1cm (좌)높이121.2cm (좌)어깨폭 31.2cm | 2구  | 제작연대 : 1665년            |
| -15      | 판관상 判官像                                                                                 | 목조 (木造) | 입상 (立像)     | (우)높이115.4cm (우)어깨폭 31.0cm (좌)높이113.7cm (좌)어깨폭 32.3cm | 2구  | 제작연대 : 1665년            |
| -16      | 사자상 使者像                                                                                 | 목조 (木造) | 입상 (立像)     | (우)높이 96.8cm (우)어깨폭 29.8cm (좌)높이 89.0cm (좌)어깨폭 29.1cm | 2구  | 제작연대 : 1665년            |
| -17      | 인왕상 仁王像                                                                                 | 목조 (木造) | 입상 (立像)     | (우)높이143.1cm (우)어깨폭 97.0cm (좌)높이147.5cm (좌)어깨폭 98.0cm | 2구  | 제작연대 : 1665년            |
| -18      | 동자상 童子像                                                                                 | 목조 (木造) | 입상 (立像)     | 높이 55.0cm 무릎폭 21.0cm 외                                        | 8구  | 제작연대 : 1665년            |

## 참고 자료
- 대구 서봉사 목조지장보살삼존상 및 시왕상 일괄 - 국가유산청 국가유산포털